# Armstrong Whitworth
Armstrong Whitworth (Armstrongverken) var en av William George Armstrong 1847 grundade fabrik i Elswick, Northumberland med filialer i Italien och Indien. Armstrong Whitworth tillverkade vapen, fartyg, lokomotiv, bilar och flygplan. 

## Historia

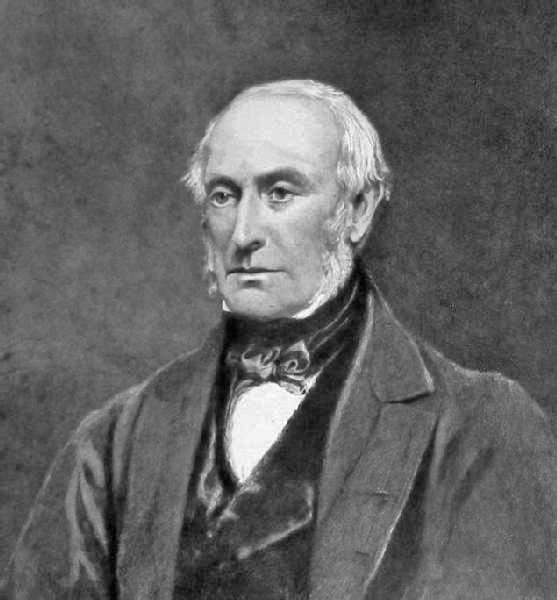
William George Armstrong.

William George Armstrong öppnade 1847 verkstäder i Elswick vid Newcastle under namnet W.G. Armstrong & Company. Verken tillverkade först krigsfartyg och artillerimateriel (Armstrongkanoner). Specialiteten var tillverkning av grova kust- och fartygskanoner. År 1846 gjorde William George Armstrong sin viktiga uppfinning hydrauliska kranen. 
År 1897 gick man samman med firman J. Whitworth & Co och övergick efter första världskriget slut främst till tillverkning av fartygs- och järnvägsmateriel. De i Elswick belägna kanon- och fartygsverkstäderna sysselsatte 1900 omkring 15 000 arbetare, vilkas familjer, sammanlagt omkring 70 000 personer, var bosatta i en särskild till verken hörande stad. Skeppsbyggeriet där fick efterhand allt större omfattning, och örlogsfartyg levererades därifrån till flera stater inom och utom Europa. 
År 1927 gick man samman med Vickerskoncernen Vickers-Armstrongs för tillverkning av tyngre gods av stål och järn.